# Langhuis

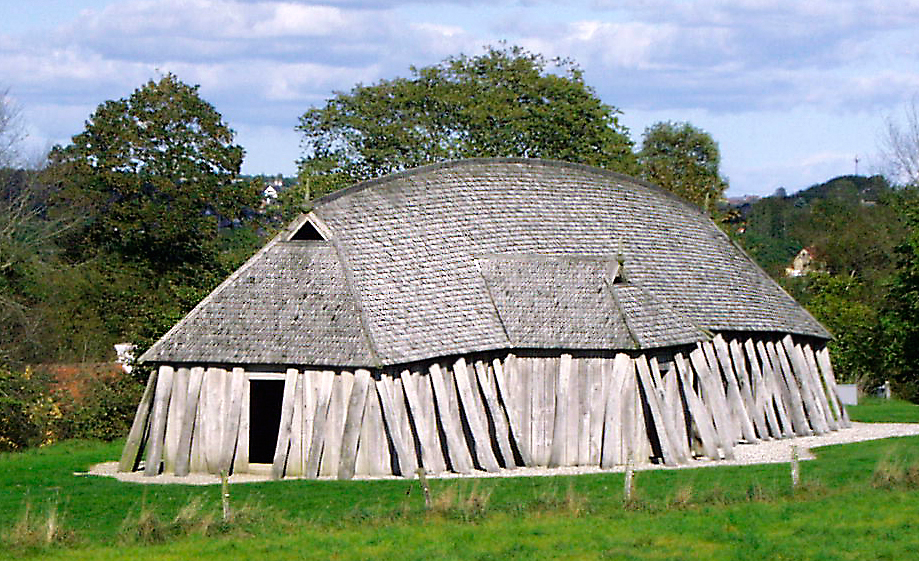
Reconstructie van een langhuis uit de Vikingtijd

Een langhuis is een lange woning en boerderijtype, vaak met een aantal bijgebouwen. Er zijn verschillende typen langhuizen.
Het langhuis werd en wordt gebouwd door mensen in verschillende werelddelen.

## Europa

### Neolithisch langhuis

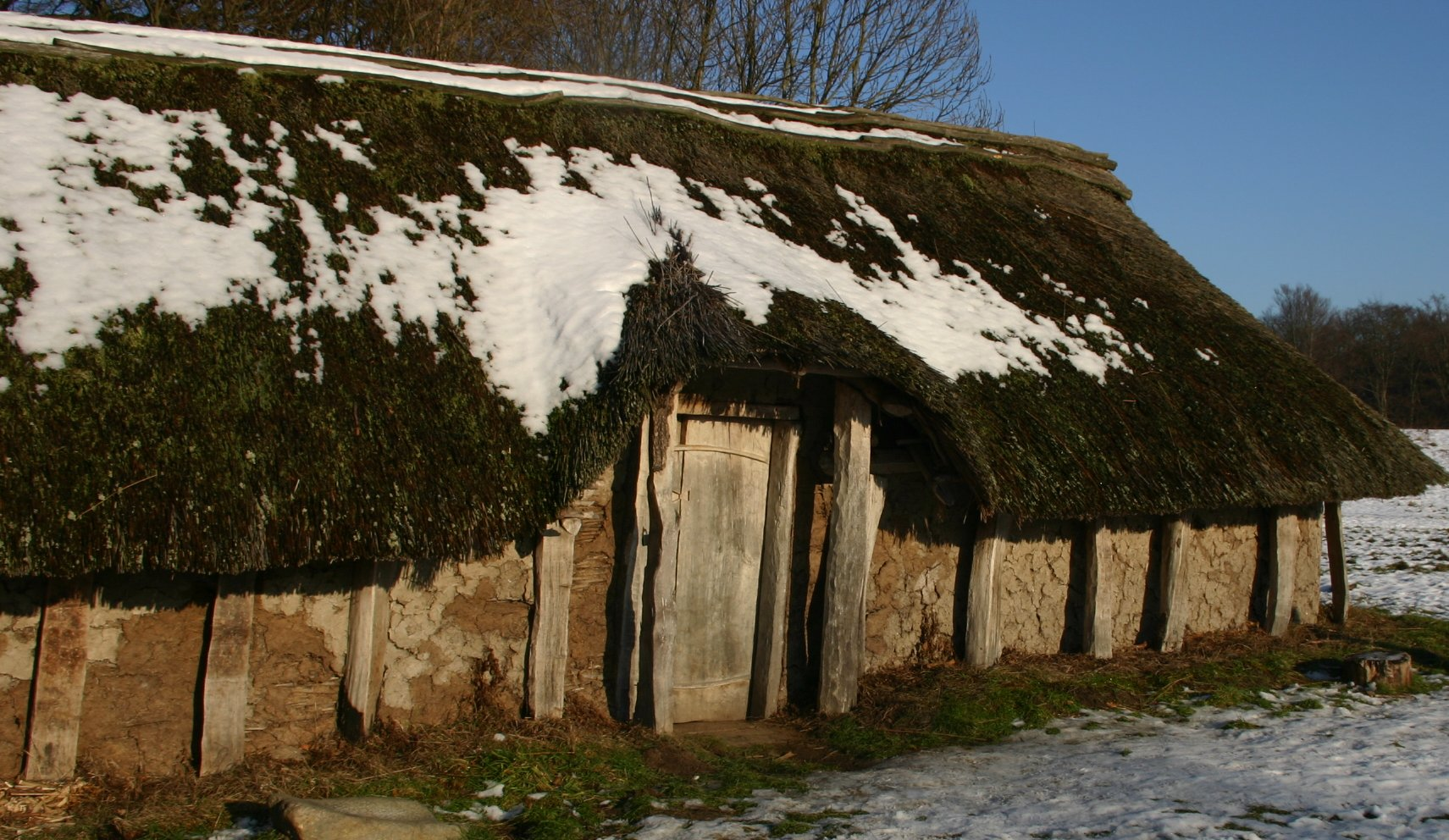
Jernalderhus – Reconstructie van een langhuis uit de ijzertijd (400 v.Chr.) in het Moesgaard-Museum bij Aarhus (Denemarken)

Toen de mens zich in Centraal- en West-Europa begon te vestigen in een min of meer permanente woonplaats en van jager-verzamelaar overschakelde naar landbouw had hij behoefte aan een vaste woning.
Verondersteld wordt dat het gebouw geen ramen en deuren had. Vermoedelijk diende het donkere uiteinde voor opslag van o.a. graan, het middendeel als slaapvertrek en het voorste deel als werkplek. Er zijn sporen teruggevonden van nederzettingen met zes tot zeven huizen die elk 20 tot 30 mensen konden huisvesten.
Structureel was het huis een gebouw van 20m bij 7m met een zadeldak. Een centrale rij palen droegen balken in de lengterichting. De dakbalken die daarop lagen liepen gedeeltelijk door tot in de fundering waardoor er dus maar een heel lage muur was die niet diende om het dak te dragen.

### Woonstalhuis
Prehistorische boerderijen uit de bronstijd en de ijzertijd hadden vergelijkbare constructies, waarbij de centrale rij palen echter werd vervangen door een driebeukige structuur met twee rijen palen. Hiervoor is de benaming 'langhuis' iets minder gebruikelijk, hoewel de Scandinavische en Friese langhuizen hier direct of indirect wel van afstammen. Een belangrijk verschil met voorgaande perioden was het opkomen van een stalgedeelte in de boerderij. Mensen en dieren leefden voortaan onder één dak. Men spreekt daarom ook wel over een woonstalhuis.

### Romeins langhuis
Naast de heel bekende vierkante Romeinse villa met een atrium in het midden bouwden de minder welgestelde Romeinen ook een langgerekte boerderij.

### Scandinavischlanghuis
Over het langhuis van de Vikingen is vrij veel bekend omdat er op vele plaatsen resten van gevonden zijn. Op een aantal plaatsen zijn aan de hand hiervan reconstructies gemaakt. Meestal was het tussen 20 en 30 meter lang en 8-9 m breed. Het langste bekende exemplaar was 83 m lang en 9 m breed.
In 2001 is in het centrum van Reykjavík in IJsland bij werkzaamheden het restant van een langhus gevonden. Nader onderzoek toonde aan dat dit uit 871 stamde, met een marge van 2 jaar. Daarmee is dit langhuis het oudste overblijfsel van menselijke bewoning in IJsland. Om het vochtige en vergankelijke turf tegen uitdroging te beschermen en te conserveren, heeft men de muren met 12.000 liter tetra-ethyl-silicaat geïmpregneerd. Over de restanten hebben de IJslanders vervolgens een museum gebouwd, het Reykjavík 871 ± 2.

### Dartmoorlonghouse
Een rechthoekige boerderij uit Zuidwest-Engeland uit de 13e-18e eeuw met ingang in het midden van elke lange zijde, die op een centrale gang uitgaven. Aan een zijde bevond zich het woonhuis, aan de andere zijde de stallen. Met open deuren werd de tocht in de gang gebruikt om het kaf van het koren te scheiden.

### Fransemaison longère
Het Franse maison longère is een typisch Oost- en Centraal-Frans gebouw dat vooral in agrarische gebieden voorkomt; meer specifiek in de departementen Bretagne, Normandië, Picardië, Maine-et-Loire, Pas-de-Calais, Cantal, Lozère en in de Pyreneeën.

Heel kenmerkend is dat deze gebouwen over het algemeen met de rug naar de wind gebouwd zijn.

### Oud-Friese langhuis

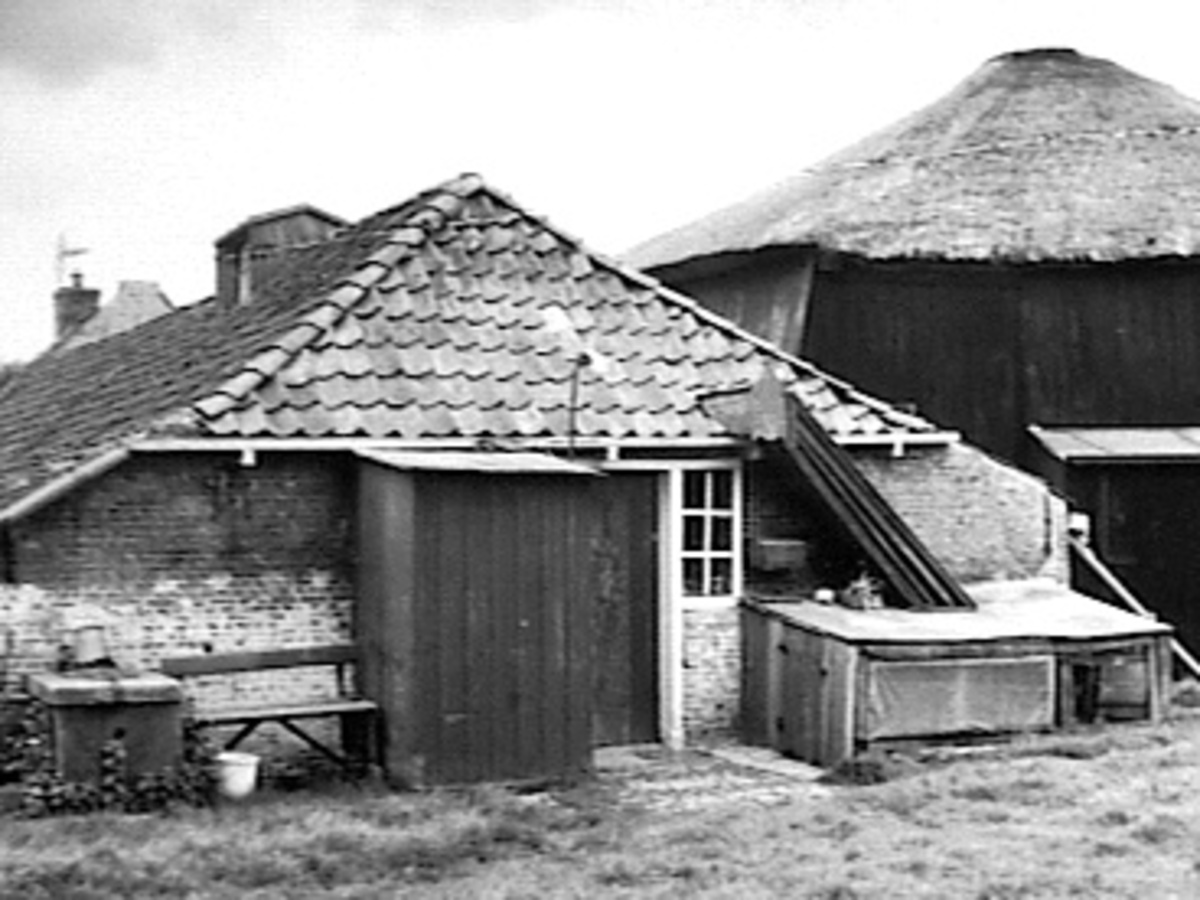
Oud-Fries langhuis te Wartena, 1967

Het oud-Friese langhuis is een historisch boerderijtype, dat voorkwam in Noord-Holland, Friesland, Groningen en het Duitse kustgebied. Het wordt doorgaans gerekend tot de Noord-Nederlandse huisgroep.

## Azië

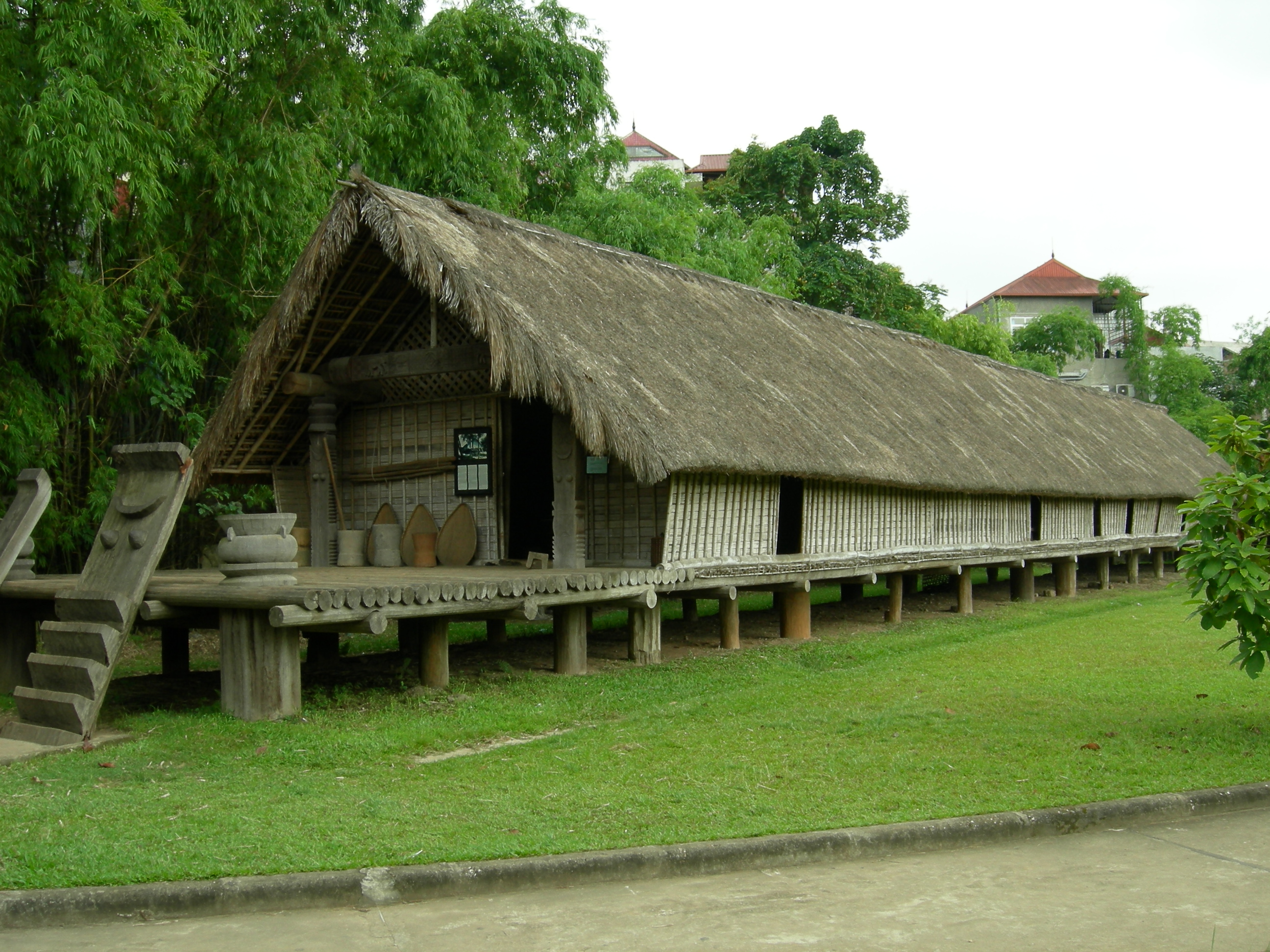
Langhuis in het Vietnamees etnologisch museum in Hanoi

### Iban-langhuizen
Iban-langhuizen zijn langhuizen van het volk de Iban op het eiland Borneo en in de staat Sarawak in Maleisië.

## Noord-Amerika

### IroquoisLonghouse
De cultuur van de Haudenosaunee wordt ook wel de Longhouse-cultuur genoemd. Een longhouse is een langwerpig huis gemaakt van goed aan elkaar vastgemaakte boomschors. De lengte kon wel ruim 100 meter bedragen. Het politieke en sociale leven vond plaats in deze longhouses.